# Bembidion quadrimaculatum
Bembidion quadrimaculatum (лат.) — вид жуков из семейства жужелиц. Распространены в Европе и Северной Азии (за исключением Китая), в Северной Америке и Южной Азии.

## Описание
Длина жука составляет от 2,8 до 3,5 мм. Голова и переднеспинка чёрные с металлическим блеском, покровы крыльев в основном тёмно-коричневые.

## Биология
Bembidion quadrimaculatum встречаются на мелком песке и суглинистой почве. Они не подвержены воздействию влаги, но предпочитают сухие или слегка влажные почвы.

## Подвиды
Выделяют шесть подвидов данного вида:
- Bembidion quadrimaculatum caporiaccoi Netolitzky, 1935 c g
- Bembidion quadrimaculatum cardiaderum Solsky, 1874 c g
- Bembidion quadrimaculatum dubitans (LeConte, 1852) i c g b
- Bembidion quadrimaculatum mandli Netolitzky, 1932 c g
- Bembidion quadrimaculatum oppositum Say, 1823 i c g b
- Bembidion quadrimaculatum quadrimaculatum (Linnaeus, 1761) i c g

Источники данных: i = ITIS, c = Catalogue of Life, g = GBIF, b = Bugguide.net